# Goyo Montero Morell
Goyo Montero Morell (Madrid, 1975) es un bailarín, coreógrafo y director de ballet español. Tras su formación en Madrid y en Cuba, ha desarrollado su carrera principalmente en Alemania, donde desde 2008 es director y coreógrafo jefe del Teatro de Núremberg (Staatstheater Nürnberg).En 2011 fue galardonado con el Premio Nacional de Danza, en la categoría de Interpretación que otorga el Ministerio de Cultura de España.

## Biografía
Hijo de Goyo Montero Cortijo, también coreógrafo y bailarín fallecido en 2016, Goyo Montero Morell nació en Madrid, donde recibió su primera formación como bailarín en el centro de danza de la maestra Carmen Roche. Continuó después sus estudios de danza en el Real Conservatorio Superior de Danza de Madrid y más tarde en la Escuela del Ballet Nacional de Cuba,bajo la dirección de Alicia Alonso.
Su trayectoria arística incluye el trabajo como bailarín solista en distintas compañías y teatros de renombre internacional, tales como el Teatro Estatal de Wiesbaden (Staatstheater Wiesbaden), la Ópera de Leipzig y el Real Ballet de Flandes.
Su primera coreografía fue realizada para la Ópera Alemana de Berlín y se tituló Cuadrado X 7. Desde ese momento en adelante hay un constante desarrollo como coreógrafo y director de obras presentadas internacionalmente. A contar de la temporada 2008/2009 es director de ballet y coreógrafo en Núrnberg, carrera prolífica que ha obtenido notable reconocimiento.  Es así como en 2018 el Teatro Estatal de Núremberg, dirigido por Montero, ha sido elegido para recibir en septiembre el premio de ballet más importante de Alemania. La justificación del jurado ha sido la siguiente: 

«Bajo la dirección de Goyo Montero, ha evolucionado como una compañía de grandes solistas y personalidades artísticas. Con sus excepcionales coreografías, exigentes tanto para el público como para los bailarines, Montero ha configurado el perfil de la compañía. Partiendo de una base clásica, ha logrado la excelencia en diversas técnicas de danza contemporánea; una compañía que cautiva al público y está teniendo un gran éxito en los escenarios mundiales donde se presenta con su colaboración también con coreógrafos de primera categoría, como Jirí Kylián, Mats Ek, William Forsythe y Hofesh Shechter».
Jurado del Premio Nacional de Danza de Alemania

Ha colaborado durante muchos años con el Premio de Lausanne, que él mismo recibiera como joven bailarín en 1994. En 2012 y 2017 fur miembro del Jurado. En 2018 lideró un proyecto coreográfico innovador, en el que las escuelas de danza asociadas al Premio de Lausanne de distintas partes del mundo fueron convocadas a enviar a sus mejores estudiantes para aprender y montar una coreografía compleja, de manera independiente de la competencia y en un plazo de 8 días. Con música de Owen Belton, Montero creó la coreografía titulada Pulse y la dirigió  con 51 bailarines, en un proyecto de carácteríscas únicas.
El Ministro Presidente del Estado Federal de bavaiera, Dr. Markus Söder, concedió a Goyo Montero la Orden del Mérito de Bavariera en julio de 2024 por sus destacados servicios al Estado Libre de Baviera. 

## Premios y reconocimientos
- 1994: Premio de Lausanne[9]
- 2006: Premio Villa de Madrid[2]
- 2006: Primer Premio en el Concurso Iberoamericano de Coreografía[2]
- 2006: Premio Villanueva (Unión de Escritores y Artistas de Cuba)[2]
- 2011 Premio Nacional de Danza (modalidad interpretación), otorgado por el Ministerio de Cultura de España.[10]
- 2018 Premio a la compañía de ballet del Teatro Estatal de Núremberg, bajo su dirección.[6]